# Vegyes biatlonváltó a 2014. évi téli olimpiai játékokon
A 2014. évi téli olimpiai játékokon a biatlon vegyes váltó versenyszámát február 19-én rendezték. A verseny helyi idő szerint 18:30-kor, magyar idő szerint 15:30-kor kezdődött. Az aranyérmet a norvég váltó nyerte. Magyar csapat nem vett részt a versenyen.
Ez a versenyszám először szerepelt a téli olimpiai játékok programjában.
A vegyes váltóban két férfi és két női versenyző alkotott egy csapatot. A női versenyzők 6–6, a férfi versenyzők 7,5–7,5 km-t tettek meg.
A negyedik német váltót Evi Sachenbacher-Stehle doppingolása miatt utólag kizárták a versenyből.

## Végeredmény
Az időeredmények másodpercben értendők.
| Helyezés | R                      | Csapat | Idő                                           | Lövőhiba (F+Á)                       | Hátrány |
| -------- | ---------------------- | --- | --------------------------------------------- | ------------------------------------ | ------- |
| Arany    | 2 2–1 2–2 2–3 2–4      | Norvégia (NOR) · Tora Berger · Tiril Eckhoff · Ole Einar Bjørndalen · Emil Hegle Svendsen                 | 1:09:17,0 15:55,6 16:11,9 17:50,9 19:18,6     | 0+2 0+0 0+2 0+0 0+0                  | –       |
| Ezüst    | 1 1–1 1–2 1–3 1–4      | Csehország (CZE) · Veronika Vítková · Gabriela Soukalová · Jaroslav Soukup · Ondřej Moravec               | 1:09:49,6 16:01,9 16:04,5 18:35,1 19:08,1     | 0+7 0+0 0+1 0+3 0+0 0+1 0+1 0+0 0+1  | +32,6   |
| Bronz    | 4 4–1 4–2 4–3 4–4      | Olaszország (ITA) · Dorothea Wierer · Karin Oberhofer · Dominik Windisch · Lukas Hofer                    | 1:10:15,2 15:57,9 16:28,0 18:46,6 19:02,7     | 0+6 0+0 0+1 0+1 0+3 0+0 0+0          | +58,2   |
| 4.       | 6 6–1 6–2 6–3 6–4      | Oroszország (RUS) · Olga Zajceva · Olga Viluhina · Jevgenyij Garanyicsev · Anton Sipulin                  | 1:11:04,4 16:35,7 16:39,3 19:08,2 18:41,2     | 1+8 0+1 0+2 0+1 0+1 0+0 1+3 0+0 0+0  | +1:47,4 |
| 5.       | 12 12–1 12–2 12–3 12–4 | Szlovákia (SVK) · Jana Gereková · Anastasiya Kuzmina · Pavol Hurajt · Matej Kazár                         | 1:11:04,7 16:33,1 16:33,3 18:49,3 19:09,0     | 0+10 0+3 0+2 0+2 0+0 0+0 0+2 0+0 0+1 | +1:47,7 |
| 6.       | 5 5–1 5–2 5–3 5–4      | Franciaország (FRA) · Marie Dorin Habert · Anaïs Bescond · Jean-Guillaume Béatrix · Martin Fourcade       | 1:12:04,3 16:18,4 17:11,9 18:37,8 19:56,2     | 1+8 0+0 0+2 1+3 0+1 0+0 0+1          | +2:47,3 |
| 7.       | 3 3–1 3–2 3–3 3–4      | Ukrajna (UKR) · Natalija Burdiha · Marija Panfilova · Andrij Derizemlja · Szerhij Szemenov                | 1:12:05,2 16:06,4 17:07,3 19:23,0 19:28,5     | 1+8 0+1 0+0 0+1 0+1 0+0 1+3 0+1 0+1  | +2:48,2 |
| 8.       | 11 11–1 11–2 11–3 11–4 | Egyesült Államok (USA) · Susan Dunklee · Hannah Dreissigacker · Timothy Burke · Lowell Bailey             | 1:12:20,1 16:02,5 17:55,5 19:02,9 19:19,2     | 1+13 0+1 0+1 1+3 0+1 0+3 0+1 0+0 0+3 | +3:03,1 |
| 9.       | 9 9–1 9–2 9–3 9–4      | Ausztria (AUT) · Lisa Hauser · Katharina Innerhofer · Daniel Mesotitsch · Friedrich Pinter                | 1:12:34,8 17:39,7 16:46,3 18:38,2 19:30,6     | 1+7 0+0 1+3 0+0 0+2 0+0 0+1          | +3:17,8 |
| 10.      | 8 8–1 8–2 8–3 8–4      | Fehéroroszország (BLR) · Liudmila Kalinchik · Nastassia Dubarezava · Vladimir Chepelin · Evgeny Abramenko | 1:13:11,8 16:29,6 17:45,2 19:27,9 19:29,1     | 0+9 0+0 0+0 0+3 0+2 0+2 0+2 0+0 0+0  | +3:54,8 |
| 11.      | 10 10–1 10–2 10–3 10–4 | Kanada (CAN) · Megan Imrie · Rosanna Crawford · Brendan Green · Scott Perras                              | 1:13:27,7 17:49,8 16:46,6 19:00,0 19:51,3     | 0+8 0+0 0+2 0+0 0+1 0+0 0+2 0+0 0+3  | +4:10,7 |
| 12.      | 13 13–1 13–2 13–3 13–4 | Svájc (SUI) · Elisa Gasparin · Selina Gasparin · Benjamin Weger · Simon Hallenbarter                      | 1:13:33,9 17:27,7 16:44,3 19:12,4 20:09,5     | 0+9 0+2 0+2 0+1 0+1 0+0 0+2 0+1 0+0  | +4:16,9 |
| 13.      | 14 14–1 14–2 14–3 14–4 | Lengyelország (POL) · Krystyna Pałka · Magdalena Gwizdoń · Łukasz Szczurek · Krzysztof Pływaczyk          | 1:13:36,0 16:09,9 16:45,8 20:28,9 20:11,4     | 0+6 0+1 0+0 0+1 0+1 0+1 0+0 0+0 0+2  | +4:19,0 |
| 14.      | 15 15–1 15–2 15–3 15–4 | Kazahsztán (KAZ) · Elena Khrustaleva · Darya Usanova · Yan Savitskiy · Anton Pantov                       | 1:15:46,4 16:56,5 17:30,3 20:08,5 21:11,1     | 0+6 0+0 0+0 0+1 0+0 0+1 0+2 0+0 0+2  | +6:29,4 |
| 15.      | 16 16–1 16–2 16–3 16–4 | Észtország (EST) · Kadri Lehtla · Daria Yurlova · Kauri Kõiv · Daniil Steptšenko                          | lekörözték 17:09,6 18:58,8 19:24,8 lekörözték | 6+17 0+3 0+1 1+3 0+1 0+1 0+2 3+3 2+3 | –       |
|          | 7 7–1 7–2 7–3 7–4      | Németország (GER) · Evi Sachenbacher-Stehle · Laura Dahlmeier · Daniel Böhm · Simon Schempp               | Kizárva                                       |                                      |         |